# New Hope (Alabama)
Pour les articles homonymes, voir New Hope.
New Hope est une ville américaine située dans le comté de Madison en Alabama.
Selon le recensement de 2010, New Hope compte 2 810 habitants. La municipalité s'étend sur 8,72 milles carrés (22,58 km2), dont 8,66 milles carrés (22,43 km2) de terres.

## Démographie
| 1880 | 1900 | 1910 | 1920 | 1930 | 1960 |
| ---- | ---- | ---- | ---- | ---- | ---- |
| 146  | 208  | 301  | 315  | 446  | 953  |

| 1970  | 1980  | 1990  | 2000  | 2010  | - |
| ----- | ----- | ----- | ----- | ----- | - |
| 1 300 | 1 546 | 2 248 | 2 539 | 2 810 | - |